# John Frederic Daniell
John Frederic Daniell, född 12 mars 1790 i London, död där 13 mars 1845, var en engelsk fysiker. 
Daniell var professor vid King's College i London samt ledamot av och sekreterare vid Royal Society. Han är mest känd för det av honom konstruerade galvaniska elementet. Han arbetade också med framgång i läran om elektrolysen. Han är även känd för sin hygrometer.  Han tilldelades Rumfordmedaljen 1832.